# Иеневская культура

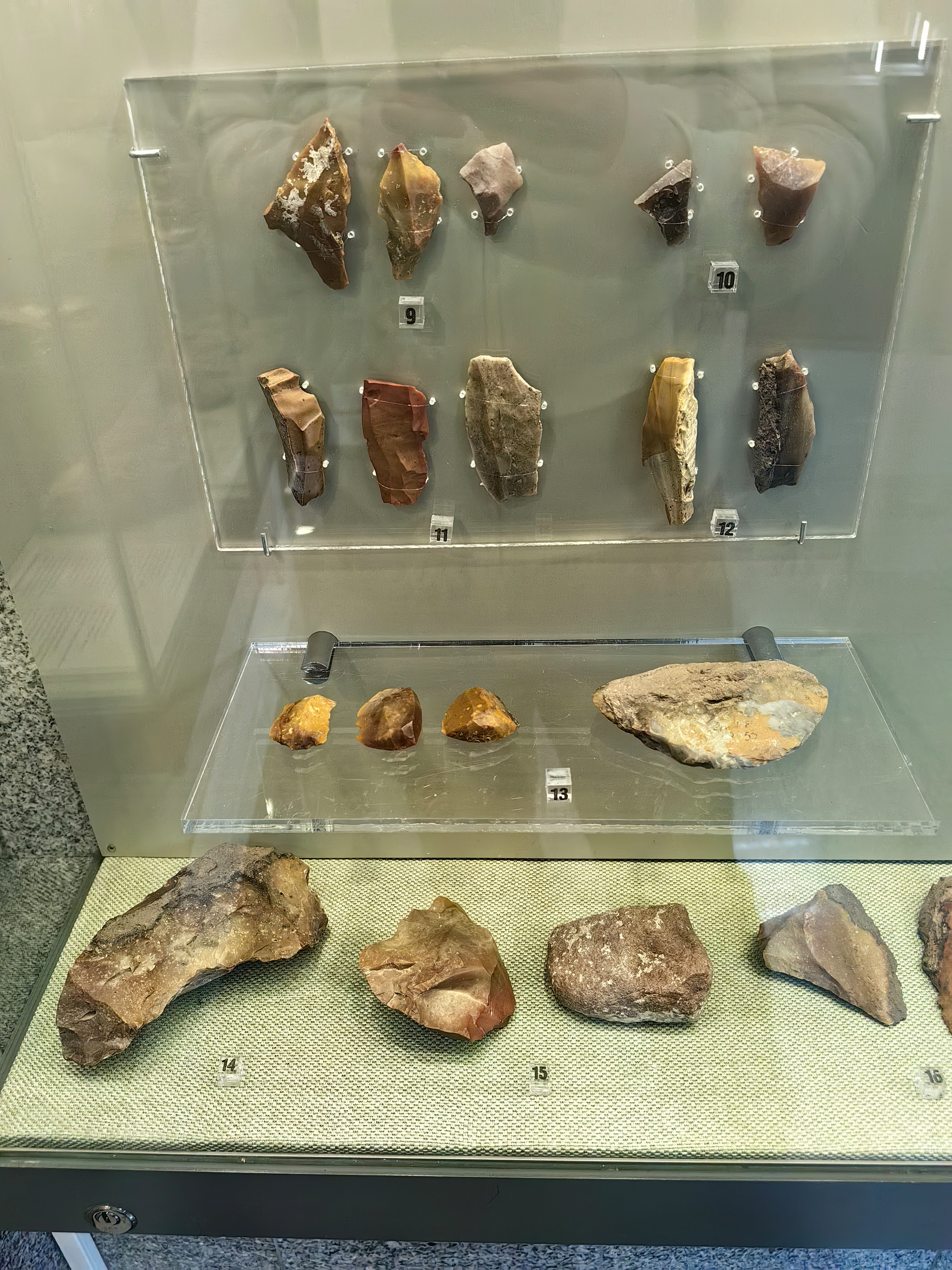
Предметы иеневской культуры в Музее археологии Москвы

Иеневская культура — мезолитическая культура Волго-Окского междуречья. Названа по месту первой находки возле села Иенево в Тверской области (экспедиция Л. В. Кольцова). Отличительной чертой иеневской археологической культуры являются наконечники стрел с боковой выемкой, что значительно повышало убойную силу стрел. Предполагается, что предки племён данной культуры мигрировали с территории Белоруссии. Потомки представителей иеневской культуры влились в верхневолжскую культуру